# Daniella Ramirez
Daniella Ramirez (Indianápolis, 6 de outubro de 2001) é uma nadadora artística estadunidense.

## Carreira
Ramirez nasceu em 6 de outubro de 2001, a mais nova de três filhos. Seus pais são da Venezuela. Ela começou a competir em nado sincronizado ainda jovem, já que sua mãe, avó e irmã competiam no esporte, e seu pai e irmão também eram nadadores. Ela cresceu em Miami, Flórida, onde era membro do clube Coral Springs Aquacades. Ramirez foi educada na Florida Virtual School e mais tarde na Universidade da Califórnia em Los Angeles (UCLA).
Ramirez mudou-se para a área da Baía de São Francisco aos 15 anos para tentar entrar para a seleção dos EUA. Ela entrou para a seleção nacional em 2018. Ela fez sua estreia internacional na FINA Artistic Swimming World Series de 2018, ganhando três medalhas de prata e duas de bronze. Ela ganhou duas medalhas de prata na Artistic Swimming World Series de 2019, uma medalha de prata na World Series de 2020 e três medalhas de ouro na World Series de 2021, seguidas por nove ouros e um bronze na World Series de 2022. Ela também fez parte da equipe vencedora da medalha de bronze dos EUA nos Jogos Pan-Americanos de 2019 e da equipe vencedora da medalha de prata nos Jogos Pan-Americanos de 2023.
Ramirez ganhou duas medalhas de prata e duas de bronze na Copa do Mundo de Natação Artística de 2023 e uma de prata e uma de bronze no Campeonato Mundial de Esportes Aquáticos de 2023. Ela ganhou duas medalhas de bronze no Campeonato Mundial de Esportes Aquáticos de 2024 e quatro de ouro e um bronze na Copa do Mundo de 2024. Nos Jogos Olímpicos de Verão de 2024, em Paris, conquistou a medalha de prata na competição por equipes na natação artística, ao lado de Anita Alvarez, Jaime Czarkowski, Megumi Field, Keana Hunter, Audrey Kwon, Jacklyn Luu e Ruby Remati.